# فنسنت شيين
جيمس فنسنت شيين (Vincent Sheean) (مواليد 5 ديسمبر 1899، في بانا، إلينوي - توفي 16 مارس 1975، في أرولو، فرز من ليجيونو، إيطاليا)، هو صحفي وكاتب وروائي أمريكي.

## حياته
ولد في 5 ديسمبر 1899 في مدينة بانا بولاية إلينوي الأمريكية، بدأ شيين في دراسته الجامعية بجامعة شيكاغو أثناء الحرب العالمية الأولى عام 1917، لكنه رغم مؤهلاته لم يتصف أبدا بروح الالتزام والمواظبة اثناء سنوات دراسته، وبوفاة والدته عام 1921 وعوزه المال، قرر التوقف عن الدراسة وشد الرحال الى مدينة نيويورك. كان شيين قد اشتغل لفترة وجيزة في جريدة شيكاغو ديلي نيوز، ثم بعد انتقاله الى نيويورك، عمل في جريدة نيويورك ديلي نيوز وهي من الصحف الصفراء التي تهتم بااخبار الاثارة والفضائح والحوادث وقتها، وبحكم ميولته يحلم بخوض تجارب أكثر عمقا واكثر ارتباطا بالقضايا الكبرى التي طبعت الفترة التاريخية التي عاشها، شد الرحال الى باريس الفرنسية، وفي عام 1925 ذهب الى الريف (شمال المغرب) والتقى بالأمير بن عبد الكريم الخطابي ووثق رحلته هذه في كتاب بعنوان «أمريكي بين الريفيين - رحلة مراسل «شيكاغو تريبيون» في شمال المغرب 1925».

## من مؤلفاته
- بلاد فارس الجديدة (1927) - إيران.
- تشريح الفضيلة - (1927) - رواية رومانسية نفسية عن فتاة أمريكية تتزوج من رجل نبيل إنجليزي.
- أمريكي بين الريفيين - رحلة مراسل «شيكاغو تريبيون» في شمال المغرب (1926).
- يأجوج وماجوج.
- المد (1933) - "إذا جاء المسيح إلى مدينتك اليوم، ماذا ستفكر؟ ماذا ستفعل؟".
- التاريخ الشخصي: الشباب والثورة: قصة علاقة شخص واحد بالتاريخ الحي (1935).
- سانفيليس (1936) - رواية تاريخية تدور أحداثها في نابولي.
- قطع من المروحة (1937).
- يوم المعركة (1938) - رواية تاريخية مبنية على انتصار الفرنسيين في فونتينوي في فلاندرز في 11 مايو 1745.
- ليس السلام بل السيف (1939) - أوروبا. رواية شخصية للأحداث التي وقعت في براغ ومدريد ولندن وباريس وبرلين خلال الأشهر الاثني عشر المصيرية بين مارس 1938 ومارس 1939.
- الرصاص والضوء اللطيف: غاندي والطريق إلى السلام ، دار راندوم هاوس (1949). هل يمكن لنهج غاندي اللاعنفي أن يقود العالم بعيدًا عن العنف كوسيلة لحل النزاعات؟.
- بين الرعد والشمس (1943) قصة التواجد في إنجلترا أثناء معركة بريطانيا.

## روابط خارجية
فنسنت شيين على موقع IMDb (الإنجليزية)
- فنسنت شيين على موقع قاعدة بيانات برودواي على الإنترنت (الإنجليزية)